# Strada statale 235 di Orzinuovi
L'ex strada statale 235 di Orzinuovi (SS 235), ora strada provinciale ex strada statale 235 di Orzinuovi (SP ex SS 235) in provincia di Pavia e in provincia di Lodi, strada provinciale Cremonese ex strada statale 235 di Orzinuovi (SP CR ex SS 235) in provincia di Cremona (conosciuta nel Cremasco come strada provinciale Crema-Lodi) e strada provinciale Bresciana 235 di Orzinuovi (SP BS 235) in provincia di Brescia, è una strada provinciale italiana.

## Storia
Il tracciato storico corrisponderebbe in parte alla strada romana che collegava Brixia (Brescia) a Ticinum (Pavia), in particolare tra Brescia ed il fiume Adda. Da Brescia ad Orzinuovi si sviluppa secondo un andamento rettilineo, mentre tra Soncino e Crema ha una linea spezzata per aggirare il Pianalto di Romanengo e i dossi di Offanengo, piccole emergenze un tempo più pronunciate di oggi e delle quali ne sono rimaste tracce toponomastiche quali il Dosso del Favale, il Dosso Castello, il Dossello. Si è ipotizzato che il superamento del dosso di Crema avvenisse a meridione e non attraverso il sistema viario interno (attuali via Giuseppe Mazzini e via XX Settembre), mentre la prosecuzione verso l'Adda e il passaggio del fiume dovrebbero coincidere con l'antico tracciato.
Il sistema viario attuale tra l'Adda e Pavia, invece, non è il medesimo di quello antico a causa dello spostamento nel 1158 della città di Laus Pompeia.
Probabilmente la strada sopravvisse oltre l'epoca romana quale importante collegamento viario verso Ticinum, capitale del regno dei Longobardi e punto di snodo verso il mar Ligure e la Gallia attraverso i valichi transalpini, La presenza longobarda è attestata anche dai toponimi che terminano in -engo lungo il suo percorso (Ticengo, Romanengo, Offanengo) oltre al rinvenimento di tombe in varie località.
La strada statale 235 fu istituita nel 1959 con il seguente itinerario: "Innesto S.S. n. 35 a Pavia - Crema - Innesto S.S. n. 11 a Brescia."
In seguito al decreto legislativo n. 112 del 1998, dal 2001 la gestione è passata dall'ANAS alla Regione Lombardia, che ha provveduto al trasferimento dell'infrastruttura al demanio della Provincia di Pavia, della Provincia di Lodi, della Provincia di Cremona e della Provincia di Brescia per le tratte territorialmente competenti.

## Percorso
Ha origine a Pavia dalla periferia est della città ed è la più importante via di collegamento verso Lodi, il cremasco e il bresciano; su un tracciato tipicamente di pianura la strada tocca i comuni di Copiano, Gerenzago, nei pressi del quale interseca la SP ex SS 412 della Val Tidone, e Sant'Angelo Lodigiano; dopo aver intersecato l'A1 (nei pressi di Pieve Fissiraga in località Viscolube) ed aver toccato il comune di Cornegliano Laudense e la sua frazione Muzza Sant'Angelo, entra in Lodi.

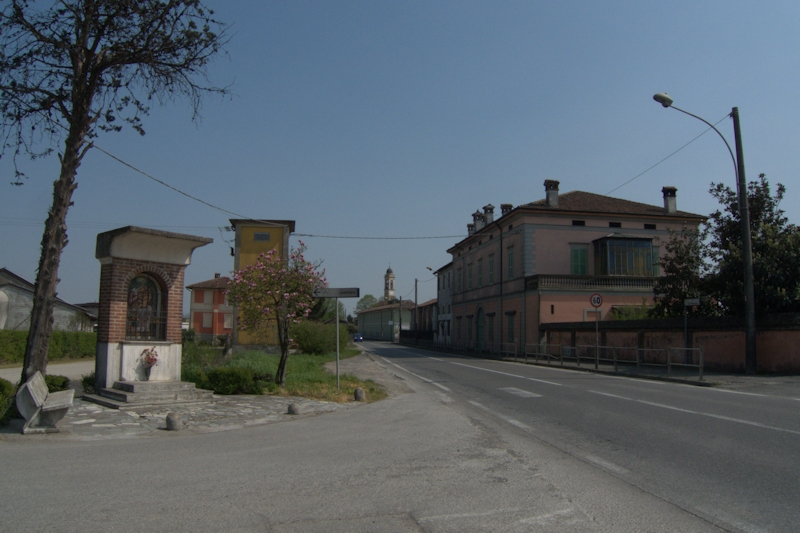
Scorcio presso l'abitato di Ticengo

Ripreso il percorso dopo la città, la strada attraversa i comuni di Corte Palasio, e Crespiatica (frazioni Tormo e Benzona), entrando nel Cremasco, dove tocca Chieve e Bagnolo (assieme alla frazione Gattolino), quindi entra in Crema, dove interseca la SP ex SS 415 Paullese e la SP ex SS 591 Cremasca; poi Offanengo, Romanengo, Ticengo, Soncino, dove interseca la ex strada statale 498 Soncinese, ed entra nel bresciano; tale tratta fu interessata, fra il 1880 e il 1931, dal binario della tranvia Lodi-Crema-Soncino.
Da Soncino la strada inizia a risalire verso nord attraversando Orzinuovi, che dà il nome alla strada, Orzivecchi, Pompiano, Corzano, Trenzano, Maclodio, Lograto, Casaglia, Torbole e Roncadelle, terminando infine, dopo aver intersecato l'A4, all'innesto sulla strada statale 11 Padana Superiore, alle porte di Brescia.

### La variante di Soncino e Orzinuovi
Il tronco di ex SS 235 tra Soncino e Orzinuovi è stato sostituito negli anni novanta da una variante a scorrimento veloce che funge da tangenziale di entrambi gli agglomerati urbani, tagliando la pianura a nord di essi e attraversando il fiume Oglio.
Questa tratta, di lunghezza pari a 9 chilometri, ha caratteristiche di strada extraurbana secondaria a carreggiata unica; è priva di intersezioni a raso e conta sei svincoli a livelli sfalsati per l'interscambio con le varie strade intersecate. All'estremità orientale, immediatamente oltre lo svincolo di Orzinuovi est che immette sul vecchio tracciato della ex SS 235, prosegue come SP BS 668 (ex strada statale 668 Lenese) dirigendosi verso Montichiari.